# Jornal Novo
O Jornal Novo foi um jornal diário vespertino, publicado em Lisboa.

## História breve
O Jornal Novo foi publicado entre 17 de abril de 1975 e 29 de Setembro de 1979.
Financiado pela Confederação da Indústria Portuguesa, o seu primeiro director foi Artur Portela Filho. Em fevereiro de 1976, a direcção do jornal é entregue a Daniel Proença de Carvalho (1976 a 1977), seguido por Helena Roseta (1978) e Torquato da Luz.
O Jornal Novo inicia a sua publicação afirmando-se como um jornal de «vocação socialista» democrática, conforme refere o seu primeiro editorial. Razões económicas conduziram a uma progressiva alteração desta linha de orientação. Quando se deixa de publicar, é substituído por um novo vespertino, A Tarde.
A sua redacção contou com nomes consagrados do jornalismo português como Mário Mesquita, Carlos Ventura Martins, Diogo Pires Aurélio, Mário Bettencourt Resendes, António Mega Ferreira, Luís Paixão Martins, Teresa de Sousa, Miguel Almeida Fernandes, Alexandre Pomar, Alexandre Pais, Carlos Plantier Martins, Maria Helena Mensurado, António Ribeiro, Jorge Morais, Fernando Soromenho, Carlos Pinto Coelho e José Manuel Barroso.
Foi no Jornal Novo que foi publicado o Documento dos Nove ou Documento Melo Antunes, a 7 de Agosto de 1975.